# Noche cool
«Noche cool» es una canción de la cantante y actriz española Belinda. La canción es la novena pista del segundo álbum de estudio de la cantante, Utopía, así como también aparece en sus reediciones.
«Noche cool» es una adaptación al español de la canción en inglés «Flirt», del grupo Pussycat Dolls, salido en su álbum PCD en el 2005.
La canción fue escrita por Belinda, Nacho Peregrín, Grew Wells, y teniendo como coescritoras a Kara DioGuardi y Nicole Scherzinger.